# Coupe Gambardella 2015-2016
Navigation
Édition précédente Édition suivante
La Coupe Gambardella 2015-2016 est la 62e édition de la Coupe Gambardella de football. Elle est organisée durant la saison 2015-2016 par la Fédération française de football et ses ligues régionales, et se déroule sur toute la saison, d'octobre à mai. La compétition à élimination directe met aux prises les équipes de moins de 19 ans des clubs à travers la France.
Cette coupe constitue notamment le premier titre de relief du jeune Kylian Mbappé, où il marque entre autres 2 buts en finale, pour ainsi donner la coupe à son club, l'AS Monaco.

## Soixante-quatrièmes de finale
| Club          | Score | Club                         | T.a.b | Date            |
| ------------- | ----- | ---------------------------- | ----- | --------------- |
| Marly USM     | -     | LOSC Lille                   | -     | 10 janvier 2016 |
| Stade Béthune | -     | US Roye ou Le Havre Frileuse | -     | 10 janvier 2016 |
| Arras FA      | 3-2   | FC Rouen 1899                | non   | 10 janvier 2016 |

Feignies SC (3r) - Chantilly US (2)
Valenciennes FC (1) - Beauvais Oise AS (1)
Saint Omer US (2) - Dunkerque Malo FC (2r)
Dunkerque USL (2r) - Quevilly RM (1) 
Wasquehal ES (2r) - RC Lens (1)
Colmar SR (2r) - Belfort ASM (1) 
Epinal SA (2) - Sochaux Montbéliard FC (1)
Illkirch Graffenstaden FA (3r) - Chevigny AS (2r)
RC Strasbourg (1) - Pontarlier CA (1)
FC Metz (1) - Nancy ASNL (1)
Mulhouse FC (2) - Strasbourg Robertsau ASL (2r)
Dijon FCO (1) - Sarreguemines FC (2r)
Essor Bresse Saone (2) - Ohlungen AS (2r)
Nord Lozere Ent. (2) - Ajaccio Gazélec FC (1)
Grenoble Foot 38 (2) - Bourg en Bresse Péronnas (2r)
Bourg Valence FC (3r) - Vichy RC (2r)
Firminy FCO (2r) - SC Bastia (1)
Cournon Auvergne FC (1) - Clermont Foot 63 (1)
Le Puy Foot 43 (2r) - Evian TGFC (1)
Lyon Duchère (2r) - AS Saint Etienne (1)
Annecy FC (2r) - Olympique Lyonnais (1)
Aubagne FC (2r) - Cannes AS (1)
Marseille Bel Air (2) - OGC Nice (1)
Martigues FC (2) - Nîmes Olympique (1)
Ajaccio AC (2r) - Frejus St Raphael (2r)
Béziers AS (2) - Arles Avignon AC (1)
Draguignan Dracenie (2r) - Olympique de Marseille (1)
Rodez AF (2r) - Monaco ASMFC (1)
Valence O. Ou Narbonne FU (2r ou 2) - Montpellier HSC (1)
Merignac SA (2) - Stade Bordelais (2r)
Fontenay VF (2) - Angouleme Charente FC (2r)
Niort St Liguaire Ol (2) - Colomiers US (1)
Girondins de Bordeaux (1) - Niort Chamois FC (1)
Libourne FC (2r) - Bayonne Aviron FC (1)
Poitiers FC (2) - Châteauroux Berrichonne (1)
Castanet US (2r) - Toulouse FC (1)
Balma SC (2r) - Tours FC (1)
Vertou USSA (2r) - Avranches US (1)
Stade Lavallois FC (1) - EA Guingamp EA (1)
Stade brestois 29 (1) - FC Nantes (1)
Rennes CPB By (2) - Le Poiré sur Vie VF (2r)
Cholet SO (2) - Plouvorn AG (2)
Stade Rennais (1) - FC Lorient (2)
Vannes OC (2r) - SCO Angers (1)
Saint Brieuc Stade (2r) - Dinan Lehon FC (2r)
Boulogne ACBB (2) - Argenteuil RFC (2)
Bourges 18 (2) - Rennes TA (2)
Fleury Merogis FC (2) - Le Havre AC (1)
Poissy AS (2) - St Pryve St Hilaire (1)
Alencon US 61 (2r) - Gonfreville ESM (1)
Le Mans FC (1) - Paris Saint Germain (1)
SM Caen (1) - Orléans Loiret US (1)
Evreux FC 27 (2) - Coulaines JS (2r)
Crepy en Valois US (2r) - Stade de Reims (1)
Créteil Lusitanos (2) - Sedan Ardennes CS (1) 
Montrouge FC 92 (2) - Vandoeuvre US (2r)
Auxerre AJ (1) - Entente SSG (1)
Ivry US (2) - Troyes ESTAC (1)
Tinqueux SC ou Compiegne AFC (2r ou 2) - Amiens SC (1)
Magny RS (2) - Paris PUC (2)
Molsheim LAS (3r) - Paris FC (1).

## Huitièmes de finale
| Club            | Score | Club               | T.a.b | Date         |
| --------------- | ----- | ------------------ | ----- | ------------ |
| SA Mérignac     | 0-1   | Tours FC           | non   | 12 mars 2016 |
| Stade brestois  | 2-0   | LOSC Lille         | non   | 12 mars 2016 |
| AS Poissy       | 0-5   | RC Lens            | non   | 13 mars 2016 |
| FC Sochaux      | 2-1   | Toulouse FC        | non   | 13 mars 2016 |
| SM Caen         | 3-3   | Stade de Reims     | 4-3   | 13 mars 2016 |
| Gazélec Ajaccio | 1-6   | Olympique lyonnais | non   | 13 mars 2016 |
| AS Monaco       | 1-0   | FC Metz            | non   | 13 mars 2016 |
| AC Ajaccio      | 1-1   | AJ Auxerre         | 4-1   | 13 mars 2016 |

## Quarts de finale
| Club               | Score | Club           | T.a.b | Date         |
| ------------------ | ----- | -------------- | ----- | ------------ |
| RC Lens            | 1-1   | Tours FC       | 2-0   | 3 avril 2016 |
| Olympique lyonnais | 0-2   | Stade brestois |       | 3 avril 2016 |
| AS Monaco          | 3-0   | SM Caen        |       | 3 avril 2016 |
| AC Ajaccio         | 1-4   | FC Sochaux     |       | 3 avril 2016 |

## Demi-finales
| Club           | Score | Club       | T.a.b | Date          |
| -------------- | ----- | ---------- | ----- | ------------- |
| Stade brestois | 0-2   | AS Monaco  | non   | 24 avril 2016 |
| RC Lens        | 3-0   | FC Sochaux | non   | 24 avril 2016 |

## Finale
La finale se joue en ouverture de la finale de la Coupe de France de football 2015-2016 opposant le Paris Saint-Germain et l'Olympique de Marseille.
| Titulaires : |  |
| |  |
| Loïc Badiashile · 00 Quentin N'Gakoutou 68e · 00 Safwan Mbaé · 00 Dylan Ouédraogo · 00 Julien Serrano · 00 Ibrahima Diallo · 00 Tristan Muyumba · 00 Guévin Tormin (en) 89e · 00 Yoann Étienne · 00 Irvin Cardona 76e · 00 Kylian Mbappé · |  |
| Remplaçants : |  |
| 00 Kévin Appin (en) 68e · 00 Adrien Bongiovanni (en) 76e · 00 Leonardo Rocha 89e · |  |
| Entraîneur : |  |
| Frédéric Barilaro |  |

| Titulaires : |  |
| |  |
| Paulo Henriques de Pinho · 00 Moussa Sylla · 00 Taylor Moore 50e · 00 Enzo Ebosse · 00 Marvin Milville · 00 Jean-Ricner Bellegarde · 00 Djibril Diani · 00 Ryan Adim 45e · 00 Kassim Sidibé · 00 Bilal Bari 61e · 00 Christopher Boussemart · |  |
| Remplaçants : |  |
| 00 Corentin Lemaire 45e · 00 Maxence Carlier (en) 50e · 00 Charles Boli 61e · |  |
| Entraîneur : |  |
| Fabrice Vandeputte |  |

| Titulaires : |  |
| |  |
| Loïc Badiashile · 00 Quentin N'Gakoutou 68e · 00 Safwan Mbaé · 00 Dylan Ouédraogo · 00 Julien Serrano · 00 Ibrahima Diallo · 00 Tristan Muyumba · 00 Guévin Tormin (en) 89e · 00 Yoann Étienne · 00 Irvin Cardona 76e · 00 Kylian Mbappé · |  |
| Remplaçants : |  |
| 00 Kévin Appin (en) 68e · 00 Adrien Bongiovanni (en) 76e · 00 Leonardo Rocha 89e · |  |
| Entraîneur : |  |
| Frédéric Barilaro |  |

| Titulaires : |  |
| |  |
| Paulo Henriques de Pinho · 00 Moussa Sylla · 00 Taylor Moore 50e · 00 Enzo Ebosse · 00 Marvin Milville · 00 Jean-Ricner Bellegarde · 00 Djibril Diani · 00 Ryan Adim 45e · 00 Kassim Sidibé · 00 Bilal Bari 61e · 00 Christopher Boussemart · |  |
| Remplaçants : |  |
| 00 Corentin Lemaire 45e · 00 Maxence Carlier (en) 50e · 00 Charles Boli 61e · |  |
| Entraîneur : |  |
| Fabrice Vandeputte |  |